# Pristin
Pristin (кор. 프리스틴, яп. プリスティン、; стилизуется как PRISTIN, ранее известные как Pledis Girlz) – южнокорейская гёрл-группа, сформированная компанией Pledis Entertainment в 2016 году. Коллектив состоял из 10 участниц: Наён (она же лидер), Роа, Юхи, Ыну, Рены, Кёлькён, Йеханы, Сонён, Сиён и Кайлы. 24 мая 2019 года группа была расформирована.
В 2016 году почти все участницы группы появились в шоу «Подготовка 101» (англ. Produce 101) и состязались за шанс дебютировать в составе временной женской группы. Это удалось двум из них – Наён и Кёлькён. В январе 2017 года, после расформирования I.O.I, девушки вернулись в агентство, и Pristin дебютировали 21 марта с мини-альбомом Hi! Pristin. Как и их старшие коллеги Seventeen, они были известны тем, что сами пишут и создают музыку.

## Карьера

### 2016: Подготовка к дебюту
23 марта 2016 года Pledis Entertainment анонсировали название их предебютной женской группы – Pledis Girlz. В тот же день Ыну вместе с Верноном из Seventeen выпустила сингл «Sickness». С 14 мая по 10 сентября они проводили еженедельные концерты, на которых также выступали Наён и Кёлькён, в то время продвигающиеся в I.O.I. 27 июня был выпущен цифровой сингл «We», написанный Роа, Ыну, Сонён и Сиён; композиторами стали Ыну и Сонён. В июле Сонён стала участницей шоу Girl Spirit.
6 января 2017 года группа провела последний концерт «BYE & HI» в качестве Pledis Girlz, и было объявлено новое название – PRISTIN (призма обозначает яркость и чистоту; эластин – безупречную прочность).

### 2017: Дебют сHi! Pristin,Schxxl Outи перерыв Кайлы

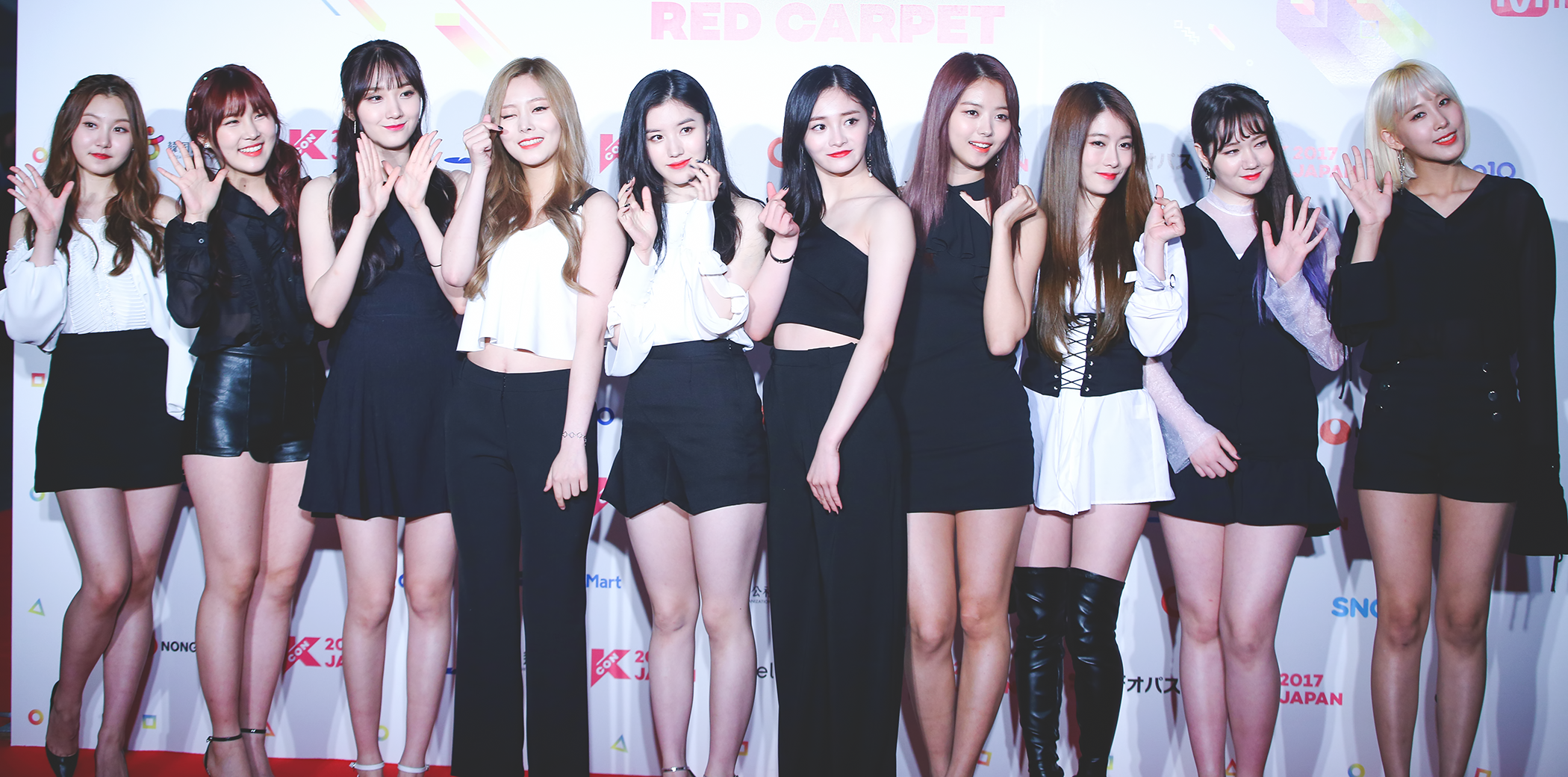
Pristin на фестивале KCON в Японии, май 2017 года

12 февраля 2017 года были представлены индивидуальные профайлы, среди которых также были представлены новые сценические имена некоторых участниц; 2 марта был опубликован первый тизер с обозначенной датой официального дебюта. 7 марта было опубликовано расписание предстоящего промоушена. В последующие два дня представили официальные тизер-фото; 13 марта опубликовали обложку альбома и обнародовали название дебютного сингла, 14 марта представили трек-лист, а 15 марта – аудио-тизеры новых песен. 17 и 19 марта поклонники увидели тизеры дебютного видеоклипа. Релиз дебютного мини-альбома Hi! Pristin состоялся 21 марта, а также был выпущен видеоклип «Wee Woo». 16 мая у группы началось недельное продвижение с ремиксом «Black Widow».
5 августа стало известно о возвращении Pristin позднее в том же месяце. В последующие дни были представлены фото-тизеры участниц, трек-лист альбома и аудио-тизеры. 19 августа был представлен тизер видеоклипа на главный сингл «We Like». Релиз мини-альбома Schxxl Out состоялся 23 августа, в тот же день был проведён шоукейс. Также стало известно название фандома – High. 12 октября представители Pristin объявили, что Кайла берёт временный перерыв от деятельности по состоянию здоровья.

### 2018—19: Дебют саб-юнита Pristin V и расформирование

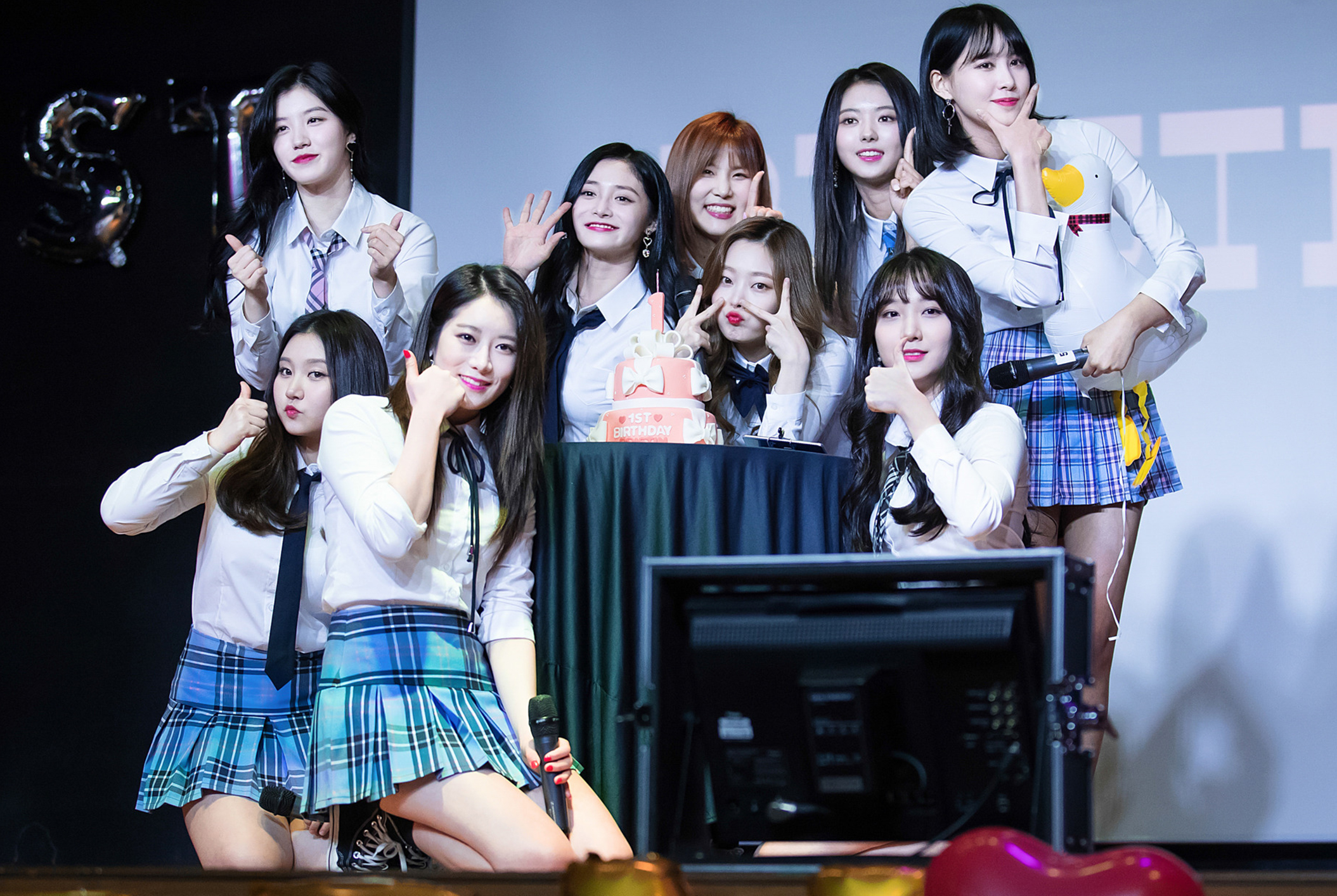
Pristin на фанмитинге в честь первой годовщины со дня дебюта, март 2018 года.

8 мая 2018 года Pledis Entertainment анонсировали дебют первого официального саб-юнита Pristin – Pristin V, в который вошли Наён, Роа, Ыну, Рена и Кёлькён.
24 мая 2019 года Pledis Entertainment подтвердили расформирование группы после двух лет существования. Все участницы, за исключением Кёлькён, Сонён и Йеханы расторгли свои контракты с агентством.

## Участницы

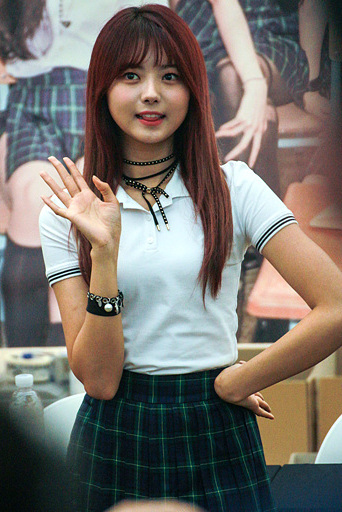
Наён
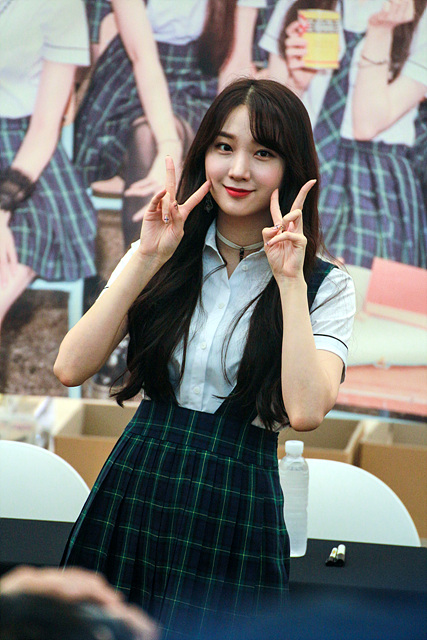
Роа
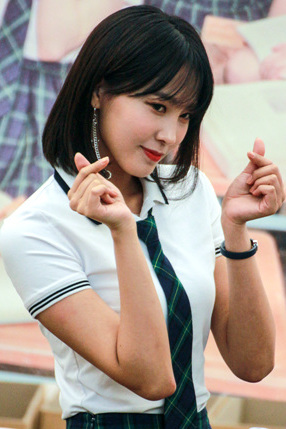
Юха
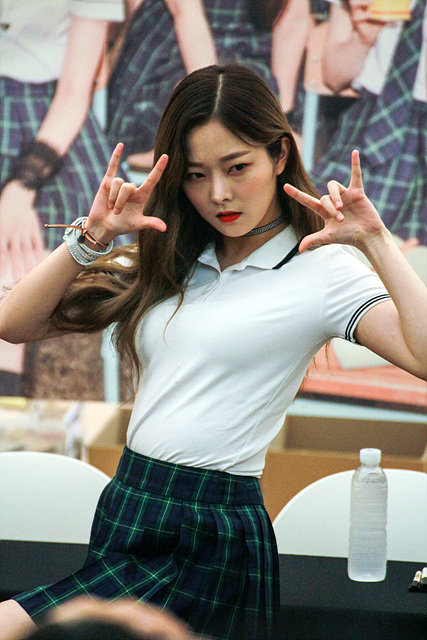
Ыну
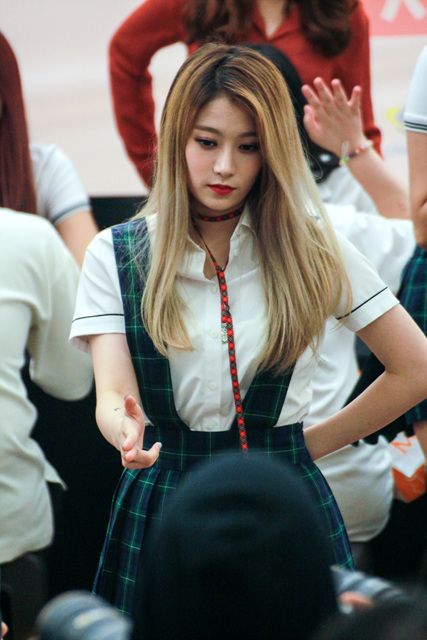
Рена

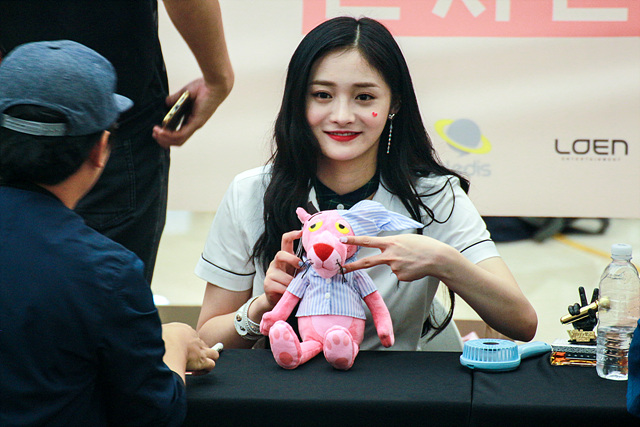
Кёлькён
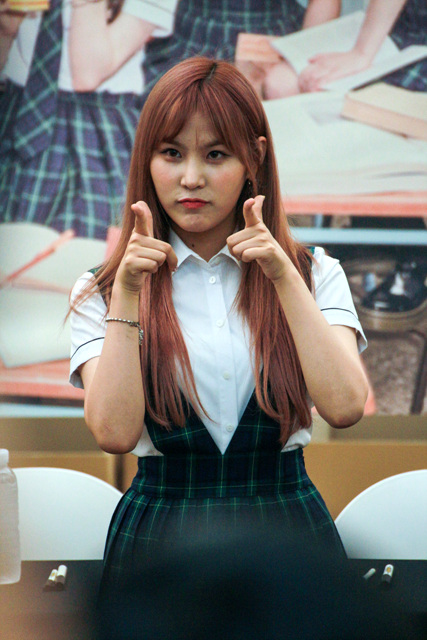
Йехана
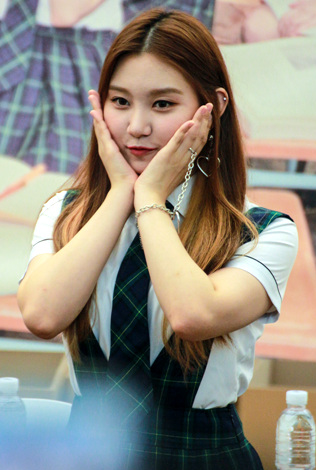
Сонён
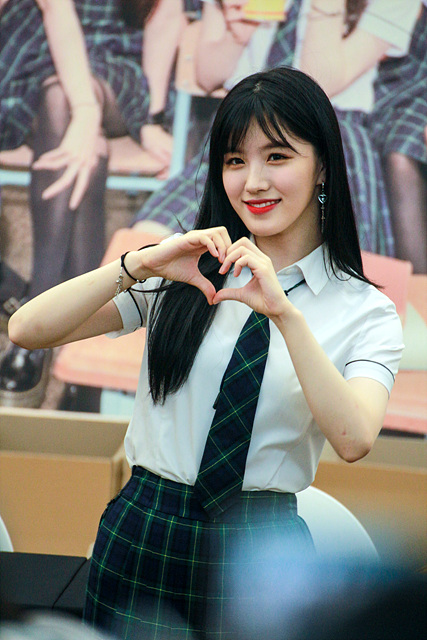
Сиён
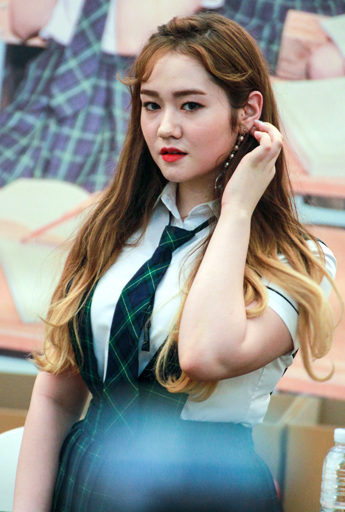
Кайла

| Псевдоним | Псевдоним | Настоящее имя              | Настоящее имя   | Дата рождения | Национальность                                | Позиция в группе             |
| Русский   | Хангыль   | Русский                    | Хангыль/Ханча   | Дата рождения | Национальность                                | Позиция в группе             |
| --------- | --------- | -------------------------- | --------------- | ------------- | --------------------------------------------- | ---------------------------- |
| Наён      | 나영      | Им На Ён                   | 임나영          | 18.12.1995    | Республика Корея                              | Лидер, рэпер, главный танцор |
| Роа       | 로아      | Ким Мин Кён                | 김민경          | 29.07.1997    | Республика Корея                              | Вокалист                     |
| Юха       | 유하      | Кан Кён Вон                | 강경원          | 05.11.1997    | Республика Корея                              | Вокалист, танцор             |
| Ыну       | 은우      | Чон Ын У                   | 정은우          | 01.07.1998    | Республика Корея                              | Главный вокалист             |
| Рена      | 레나      | Кан Йе Бин                 | 강예빈          | 19.10.1998    | Республика Корея                              | Главный рэпер                |
| Кёлькён   | 결경      | Чжоу Цзе Цюн (Чу Кёль Кён) | 周洁琼 (주결경) | 16.12.1998    | Китай                                         | Вокалист, главный танцор     |
| Йехана    | 예하나    | Ким Йе Вон                 | 김예원          | 22.02.1999    | Республика Корея                              | Главный вокалист             |
| Сонён     | 성연      | Бэ Сон Ён (Шэннон Бэ)      | 배성연          | 25.05.1999    | Республика Корея · США · Китайская Республика | Главный вокалист             |
| Сиён      | 시연      | Пак Чон Хён                | 박정현          | 14.11.2000    | Республика Корея                              | Вокалист, рэпер              |
| Кайла     | 카일라    | Кайла Мэсси                | 카일라 매씨     | 26.12.2001    | Республика Корея · США                        | Рэпер, макнэ                 |

## Дискография

### Мини-альбомы
- Hi! Pristin (2017)
- Schxxl Out (2017)

## Фильмография

### Реалити-шоу
| Год  | Название                | Канал | Участница(ы)                             | Примечания                                        |
| ---- | ----------------------- | ----- | ---------------------------------------- | ------------------------------------------------- |
| 2012 | Superstar K4            | Mnet  | Ыну                                      |                                                   |
| 2013 | Голос. Дети             | Mnet  | Ыну                                      |                                                   |
| 2015 | Show Me The Money       | Mnet  | Рена                                     | Дошла до второго тура                             |
| 2016 | Produce 101             | Mnet  | Наён, Роа, Юха, Ыну, Рена, Кёлькен, Сиён | Наён и Кёлькён вошли в топ-11 как участницы I.O.I |
| 2016 | Standby I.O.I           | Mnet  | Наён, Кёлькён                            |                                                   |
| 2016 | Girl Spirit             | JTBC  | Сонён                                    |                                                   |
| 2016 | LAN Cable Friends I.O.I | Mnet  | Наён, Кёлькён                            | Появление Ыну во втором эпизоде                   |

## Награды и номинации

### Asia Artist Awards
| Год  | Номинируемая работа | Категория               | Результат |
| ---- | ------------------- | ----------------------- | --------- |
| 2017 | Pristin             | Награда Новичка         | Победа    |
| 2017 | Pristin             | Награда за популярность | Номинация |

### Gaon Chart Music Awards
| Год  | Номинируемая работа | Категория                 | Результат |
| ---- | ------------------- | ------------------------- | --------- |
| 2018 | «Wee Woo»           | Новый Артист Года (Песня) | Номинация |

### Golden Disk Awards
| Год  | Номинируемая работа | Категория                             | Результат |
| ---- | ------------------- | ------------------------------------- | --------- |
| 2018 | Pristin             | Новый Артист Года                     | Номинация |
| 2018 | Pristin             | Награда за международную популярность | Номинация |

### Melon Music Awards
| Год  | Номинируемая работа | Категория           | Результат |
| ---- | ------------------- | ------------------- | --------- |
| 2017 | Pristin             | Лучший Новый Артист | Номинация |

### Mnet Asian Music Awards
| Год  | Номинируемая работа | Категория                   | Результат |
| ---- | ------------------- | --------------------------- | --------- |
| 2017 | Pristin             | Лучший Новый Женский Артист | Победа    |
| 2017 | Pristin             | Артист Года                 | Номинация |

### Seoul Music Awards
| Год  | Номинируемая работа | Категория                 | Результат |
| ---- | ------------------- | ------------------------- | --------- |
| 2018 | Pristin             | Лучший Новый Артист       | Победа    |
| 2018 | Pristin             | Награда за популярность   | Номинация |
| 2018 | Pristin             | Специальная награда Халлю | Номинация |

### V Live Awards
| Год  | Номинируемая работа | Категория                  | Результат |
| ---- | ------------------- | -------------------------- | --------- |
| 2018 | Pristin             | Глобальный новичок (топ-5) | Победа    |